# Almelo
Almelo je město v nizozemské provincii Overijssel, žije v něm 72 000 obyvatel. Leží 15 km severozápadně od Enschede na vodní cestě Twentekanaal. První písemná zmínka pochází z roku 1236, městská práva obdrželo Almelo v roce 1394, v současné podobě vzniklo roku 1914 spojením městského centra s okolními vesnicemi do jedné obce.
V 19. a 20. století bylo město centrem textilního průmyslu. Za prací přicházelo množství gastarbeiterů, v roce 1974 zde byla otevřena první mešita v Nizozemsku. Ve 21. století jsou hlavními zaměstnavateli firmy Urenco (zpracování uranu) a PANalytical (rentgenová zařízení).
Významnými památkami jsou hraběcí zámek Huize Almelo ze 17. století, katolický chrám sv. Jiří, radnice a budova městské váhy.
Ve městě sídlí fotbalový klub Heracles Almelo, mistr Nizozemska z let 1927 a 1941, domácí zápasy hraje na Polman Stadionu. Každoročně se zde koná cyklistický závod Profronde van Almelo.

## Rodáci
- Azra Akın (* 1981), modelka
- Ilse DeLange (* 1977), zpěvačka
- Izaak Kolthoff (1894–1993), chemik
- Karin Kienhuisová (* 1971), judistka
- Kea Boumanová (1903–1998), tenistka
- Kirsten Wildová (* 1982), cyklistka
- Wout Brama (* 1986), fotbalista
- Wubbo Ockels (1946–2014), astronaut

## Partnerská města
- Denizli
- Iserlohn
- Preston